# William Stanley Braithwaite
Pour les articles homonymes, voir Braithwaite.

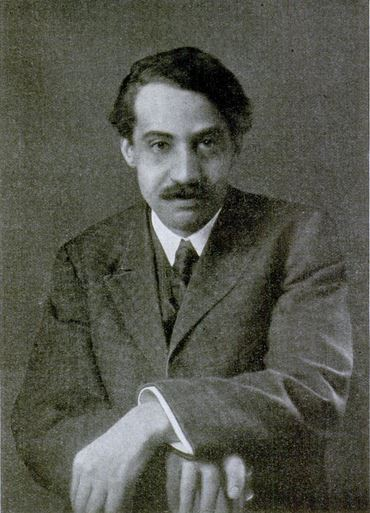
William Braithwaite vers 1911.

William Stanley Beaumont Braithwaite, né le 6 décembre 1878 à Boston (Massachusetts) et mort le 8 juin 1962 dans l'État de New York, est un écrivain, poète, critique littéraire, anthologiste et éditeur afro-américain. Son travail de critique et d'anthologiste a été largement salué et a joué un rôle important dans le développement des styles de poésie de la côte Est au début du XXe siècle.

## Biographie

### Vie privée
William Stanley Braithwaite naît à Boston en 1878. Selon Jill Lepore, son père « était issu d'une riche famille de Guyane britannique ; sa mère était la fille d'un esclave de Caroline du Nord ». Son père souhaite que les enfants soient éduqués à la maison, et jusqu'à sa mort prématurée, ils sont élevés dans un foyer aisé. William Stanley Braithwaite épouse Emma Kelly en 1903; le couple a sept enfants. Après une brève maladie, William Stanley Braithwaite meurt chez lui le 8 juin 1962 au 409 Edgecombe Avenue à Harlem.

### Carrière
À l'âge de 12 ans, à la mort de son père, il est contraint de quitter l'école pour subvenir aux besoins de sa famille. À l'âge de 15 ans, il devient apprenti chez un typographe pour l'éditeur de Boston, Ginn & Co. , où il se découvre une affinité pour la poésie lyrique et commence à écrire ses propres poèmes. Après ses premières publications dans des périodiques, il  publie son premier recueil de 63 poèmes, Lyrics of Life and Love, à l'âge de 26 ans en 1904 . De 1901 à 1902, il est rédacteur en chef du Colored American Magazine publié à Boston. En 1906, il est accepté comme membre du Boston Authors Club 
De 1905  à 1931, il écrit pour The Boston Evening Transcript  , contribuant des chroniques sur les poètes contemporains et à une enquête annuelle sur le domaine. Il écrit également des articles, des critiques et des poèmes pour de nombreux autres périodiques et revues, notamment Atlantic Monthly, The Nation, New York Times, The New Republic, The Crisis, Opportunity et Colored American Magazine . Il commence également à publier des anthologies sur la poésie de diverses périodes, telles que les époques géorgienne et élisabéthaine.

#### Anthologies annuelles
Les enquêtes que William Stanley Braithwaite publie dans le Boston Evening Transcript l'amène à entreprendre l'œuvre la plus importante de sa vie : la publication d'une anthologie annuelle de "Magazine Verse" . Ces anthologies couvrent un large éventail de poètes, du conservateur à l'avant-garde, de l'établi au nouveau, ainsi qu'une introduction dans laquelle William expose son point de vue sur l'état actuel de la poésie. Les œuvres publiées proviennent à la fois de magazines commerciaux et de petites revues modernistes. Elles comprennent également des index des vers publiés et d'autres informations qui donnent un aperçu des tendances de l'époque en matière d'édition . Il indique les œuvres préférées dans ces listes par un astérisque, établissant ainsi son propre "canon" de poètes et de poèmes . Bien qu'il soit reçu avec ambivalence par les critiques afro-américains, de son vivant et jusqu'à aujourd'hui, pour son manque de discussion des questions afro-américaines dans ses vers et ses anthologies, ses anthologies sont remarquables pour leur inclusion d'écrivains afro-américains . Le succès et l'influence de la série d'anthologies de William Stanley Braithwaite peuvent être vus dans leur longueur croissante : la première compte 87 pages, tandis que la 15e atteint plus de 1 000 pages. Bien qu'influentes, cependant, les anthologies ne sont pas lucratives; elles sont publiées par cinq maisons différentes au fil des ans et, contrairement à certaines anthologies de l'époque, elles ne sont pas rémunérées pour inclure les œuvres d'un poète 

#### Édition de magazines
William Stanley Braithwaite lance un périodique, Poetry Journal, en décembre 1912, mais peu de temps après, il confie le projet à d'autres personnes. Il lance un autre périodique, le mensuel Poetry Review of America, en 1916 ; ce projet est abandonné après moins d'un an .

#### Édition de livres
En 1921, il fonde la maison d'édition B. J. Brimmer, qui publie de la poésie, des non-fictions et des anthologies. Son partenaire commercial et trésorier de la société est l'écrivain et poète Winifred Virginia Jackson, connu  pour ses collaborations avec H. P. Lovecraft[réf. nécessaire].

#### Professorat et retraite
En 1935, William Stanley Braithwaite devient professeur de littérature créative à l'Université historiquement noire Atlanta University. Il quitte ce poste en 1945. En 1946, lui et sa famille s'installent à Sugar Hill à Harlem dans l'État de New York, où il continue à écrire et à publier de la poésie, des essais et des anthologies. Il est souvent mis à l'écart par ses collègues de l'université en raison de son manque d'éducation formelle ou de diplômes et de ce qui est considéré comme son caractère « distant ».

#### Renaissance de Harlem
William Stanley Braithwaite est reconnu comme ayant joué un rôle important dans la publication des poètes de la Renaissance de Harlem pour un large public à travers ses anthologies, malgré son propre conservatisme dans la discussion de la race dans son propre travail. En 1927, le poète Countee Cullen lui dédie l'anthologie Caroling Dusk, An Anthology of Negro Poets . James Weldon Johnson reconnait l'influence de William Stanley Braithwait sur son travail.

## Publications

### Fiction
- The Canadian (1901)
- The Story of the Great War (juvenile; essays), F. A. Stokes, 1919.
- Going Over Tindal: A Fragment Wrenched From the Life of Titus Jabson (novel), B. J. Brimmer, 1924.
- Frost on the Green Leaf (nouvelles)

### Poésie
- Lyrics of Life and Love (Boston: H.B. Turner, 1904)[7]
- The House of Falling Leaves (Boston: J.W. Luce, 1908)[7]
- Selected Poems (New York: Coward-McCann, 1948)

### Non-fiction
- Preface, V. Stanley Milliken, Songs of the Nomad: Some Posthumous Poems (Providence: Printed by F.H. Townsend, 1907)
- Introduction, Charles Gibson, The Wounded Eros: Sonnets (Cambridge: Riverside Press, 1908)
- Preface, The Poetry of Thomas S. Jones, Jr (Clinton, NY: George William Browning, 1910)
- Introduction to Edward Smyth Jones, The Sylvan Cabin: A Centenary Ode on the Birth of Lincoln and Other Verses (Boston: Sherman French, 1911)
- The Poetic Year for 1916: A Critical Anthology (Boston: Small, Maynard, 1917)
- Introduction to Georgia Douglas Johnson, The Heart of a Woman: And Other Poems (Boston: Cornhill, 1918)
- Introduction to A.E. Houseman, A Shropshire Lad (Boston: Four Seas, 1919)
- The Story of the Great War (New York: Frederick Stokes, 1919)
- Introduction to B. 8266, Penitentiary, A Tale of a Walled Town: and Other Verses (Philadelphia: Lippincott, 1921)
- Introduction to Brookes More, The Beggar's Vision (Boston: Cornhill, 1921)
- Introduction to J. Corson Miller, Veils of Samite (Boston: Small, Maynard, 1921)
- Forward to Maud Cuney-Hare, The Message of the Trees (Boston: Cornhill, 1921)
- John Myers O'Hara and the Grecian Influence (Portland, ME: Smith and Sale, 1926)
- Introduction to Rosa Zagnioni Marinoni and Mary Carolyn Davies, Red Kites and Wooden Crosses (Chicago: Packard, 1929)
- Introduction to Mae Cowdery, WE Lift Our Voices and Other poems (Philadelphia: Alpress, 1936)
- Biographical essay in S.S. Van Dine, Philo Vance Murder Cases (New York, London: Scribner's, 1936)
- The Bewitched Parsonage: The Story of the Brontës, Coward-McCann, 1950.
- The William Stanley Braithwaite Reader, edited by Philip Butcher (Ann Arbor: University of Michigan Press, 1972)
- The House Under Artcthurus. Unfinished autobiography published in part in the periodical Phylon (1941-1942)[7].

### Rédacteur d'anthologie
- Book of Elizabethan Verse with an introduction by Thomas Wentworth Higginson (Boston: Herbert B. Turner, 1906)
- Book of Georgian Verse  ( London: Grant Richards, 1909)
- Book of Restoration Verse  (New York: Brentanos and London: Duckworth, 1910)
- Anthology of Magazine Verse for 1913: Including the Magazines and the Poets: A Review (Cambridge, MA: W.S. B., 1913)
- Anthology of Magazine Verse for 1914: And Year Book of American Poetry (Cambridge, MA: W.S. B., 1914) * Anthology of Magazine Verse for 1914 via HathiTrust
- Anthology of Magazine Verse for 1915: and Year Book of American Poetry (New York: Gomme and Marshall, 1915)
- Anthology of Magazine Verse for 1916 and Year Book of American Poetry
- Avec Henry Thomas Schnittkind, Representative American Poetry (Boston: R. G. Badger, 1916)
- Anthology of Magazine Verse for 1917 and Yearbook of American Poetry (Boston: Small, Maynard, 1917)
- Anthology of Magazine Verse for 1918 and Year Book of American Poetry (Boston: Small, Maynard, 1918)
- The Golden Treasury of Magazine Verse (Boston: Small, Maynard and London: G. Harrap, 1918)
- Anthology of Magazine Verse for 1919: And Year Book of American Poetry (Boston: Small, Maynard, 1919)
- The Book of Modern British Verse, (Boston: Small, Maynard, 1919)
- Victory! Celebrated by Thirty-Eight American Poets, introduction by Theodore Roosevelt (Boston: Small, Maynard, 1919)
- Anthology of Magazine Verse for 1920: And Year Book of American Poetry (Boston: Small, Maynard, 1920)
- Anthology of Magazine Verse for 1921: And Year Book of American Poetry (Cambridge, Mass: W.S. Braithwaite, 1921)
- Anthology of Magazine Verse for 1922: And Year Book of American Poetry
- Anthology of Magazine Verse for 1923: And Year Book of American Poetry (Boston: B. J. Brimmer, 1923)
- Anthology of Magazine Verse for 1924: And Year Book of American Poetry
- Anthology of Magazine Verse for 1925: And Year Book of American Poetry
- Anthology of Magazine Verse for 1926: And Year Book of American Poetry
- Anthology of Magazine Verse for 1927: And Year Book of American Poetry (Cambridge, MA: W.S. Braithwaite, 1927)
- Anthology of Magazine Verse for 1928: And Yearbook of American Poetry (New York: Harold Vinal, 1928)
- Anthology of Magazine Verse for 1929: And Yearbook of American Poetry
- Our Lady's Choir: A Contemporary Anthology of Verse by Catholic Sisters, foreword by Hugh Francis Blunt, introduction by Ralph Adams Cram (Boston: Bruce Humphries, 1931)
- Anthology of American Verse for 1958 with Margaret Haley Carpenter (New York: Schulte Publishing Company, 1958)

### Rédacteur de magazines
- Poetry Journal, published at the Four Seas Company (1912-1914)[12]
- The Citizen (Boston, 1915)
- Stratford Monthly: A Forum of Contemporary International Thought (1916)
- Poetry Review of America (1916-1917)[10]

### Selected Anthology Appearances
- In Alain Locke, The New Negro (1925)
- In James Weldon Johnson, The Book of American Negro Poetry (New York: Harcourt Brace, 1931)
- In Menckeniana: A Schimpflexicon (New York: Knopf, 1929)
- In Langston Hughes and Arno Bontemps, The Poetry of the Negro, 1746-1949 (Garden City: Doubleday, 1949)

## Récompense
En 1918, il reçoit la Médaille Spingarn de la National Association for the Advancement of Colored People (NAACP).

## Archives
L' Albert and Shirley Small Special Collections Library de l'université de Virginie conserve 40 boîtes de manuscrits, de correspondance et d'autres documents liés principalement à ce travail éditorial, dans trois collections Braithwaite distinctes.
La Houghton Library de l'université de Harvard possède une collection de 30 boîtes comprenant principalement des lettres de poètes à Braithwaite.

### Archives
- Biography from the NYPL Inventory of the William Stanley Braithwaite Papers, 1902–1976
- William Stanley Braithwaite Writings and Correspondence at Dartmouth College Library
- William Stanley Braithwaite Papers. James Weldon Johnson Collection in the Yale Collection of American Literature, Beinecke Rare Book and Manuscript Library.

### Œuvres du domaine public
- Œuvres de {{{name}}} sur le projet Gutenberg
- Travaux par ou sur William Stanley Braithwaite sur Internet Archive
- Travaux par William Stanley Braithwaite sur LibriVox (livres audio du domaine public)
- Home to Harlem website, article on Braithwaite

Le modèle {{dead link}} doit être remplacé par {{lien brisé}} selon la syntaxe suivante : 

{{ lien brisé | url = http://example.com | titre = Un exemple }} (syntaxe de base)

Le paramètre url est obligatoire, titre facultatif. 

Le modèle {{lien brisé}} est compatible avec {{lien web}} : il suffit de remplacer l’un par l’autre.